# ورنر دووس
ورنر دووس (انگلیسی: Werner Devos؛ زادهٔ ۱۱ ژوئن ۱۹۵۷) دوچرخه‌سوار اهل بلژیک است.